# Gouvernement Japarov II
Pour les articles homonymes, voir Gouvernement Sadyr Japarov.
République kirghize
Maripov S. Japarov III
Le gouvernement Sadyr Japarov II est le gouvernement de la République kirghize du 6 mai au 13 octobre 2021.

## Historique

### Formation
Le gouvernement est formé le 6 mai 2021 après l'entrée en vigueur de la nouvelle Constitution,.
Il est dirigé par le président de la République Sadyr Japarov et reprend l'essentiel de la composition du gouvernement précédent dirigé par le Premier ministre Ulukbek Maripov qui devient président du cabinet des ministres.

### Dissolution
Le 12 octobre 2021, Japarov démet le gouvernement de ses fonctions. Le même jour, un nouveau gouvernement est annoncé. Celui-ci est approuvé dès le lendemain par le Parlement et entre en fonction.

## Composition

### Ministres
- Par rapport au gouvernement Ulukbek Maripov, les nouveaux ministres sont indiqués en gras, ceux ayant changé d'attributions en italique[7],[8],[9],[10],[11].

| Poste                                                                          | Titulaire           | Titulaire                                 | Parti       |
| ------------------------------------------------------------------------------ | ------------------- | ----------------------------------------- | ----------- |
| Président de la République                                                     |                     | Sadyr Japarov                             | Mekenchil   |
| Président du Cabinet des ministres                                             |                     | Ulukbek Maripov (jusqu'au 12/10/2021)     |             |
| Président du Cabinet des ministres                                             |                     | Akylbek Japarov a.i.                      | Ar-Namys    |
| Premier vice-président du Cabinet des ministres                                |                     | Artem Novikov (jusqu'au 20/05/2021)       |             |
| Premier vice-président du Cabinet des ministres                                | Aibek Junushaliev   |                                           |             |
| Vice-président du Cabinet des ministres Ministre de l'Économie et des Finances |                     | Ulukbek Karymshakov (jusqu'au 01/06/2021) |             |
| Vice-président du Cabinet des ministres Ministre de l'Économie et des Finances |                     | Akylbek Japarov                           | Ar-Namys    |
| Vice-présidente du Cabinet des ministres                                       |                     | Zhyldyz Bakashova                         |             |
| Vice-présidente du Cabinet des ministres Ministre du Développement digital     |                     | Azamat Dyikanbaev (jusqu'au 21/05/2021)   |             |
| Vice-présidente du Cabinet des ministres Ministre du Développement digital     | Dastan Dogoev       |                                           |             |
| Ministre de la Défense                                                         |                     | Taalaibek Omuraliev (jusqu'au 06/09/2021) |             |
| Ministre de la Défense                                                         | Baktybek Bekbolotov |                                           |             |
| Ministre des Affaires étrangères                                               |                     | Ruslan Kazakbaev                          | Respoublika |
| Ministre des Affaires internes                                                 |                     | Ulan Niyazbekov                           |             |
| Ministre de la Justice                                                         |                     | Asel Chynbaeva                            |             |
| Ministre de l'Énergie                                                          |                     | Kubanychbek Turdubaev                     |             |
| Ministre de l'Agriculture                                                      |                     | Askar Zhanybekov                          |             |
| Ministre des Situations d'urgence                                              |                     | Boobek Azhikeev                           |             |
| Ministre de l'Éducation et de la Science                                       |                     | Bolotbek Kupeshev                         |             |
| Ministre de la Santé                                                           |                     | Alymkadyr Beichenaliev                    | Mekenchil   |
| Ministre de la Culture, de l'Information et du Tourisme                        |                     | Kairat Imanaliev                          |             |
| Présidente du comité pour l'Écologie et le Climat                              |                     | Dinara Kutmanova                          |             |
| Président du comité pour la Sécurité nationale                                 |                     | Kamtchybek Tachiev                        | Mekenchil   |